# Понінка (станція)
Понінка — проміжна залізнична станція 5-го класу Козятинської дирекції залізничних перевезень Південно-Західної залізниці, розташована у місті Полонне, на відстані 5 км від селища Понінка.
Станцію було відкрито 1951 року під такою ж назвою. Електрифікована разом із усією лінією 1964 року.